# Cucurbitaria spartii
Cucurbitaria spartii är en svampart som först beskrevs av Nees ex Fr., och fick sitt nu gällande namn av Ces. & De Not. 1863. Cucurbitaria spartii ingår i släktet Cucurbitaria och familjen Cucurbitariaceae.  Arten är reproducerande i Sverige. Inga underarter finns listade i Catalogue of Life.